# آمبلاپایسو II
آمبلاپایسو II (به لاتین: Ambalapaiso II) یک منطقهٔ مسکونی در ماداگاسکار است که در آتسینانانا واقع شده‌است. آمبلاپایسو II ۲۷۷ کیلومتر مربع مساحت و ۲٬۸۶۱ نفر جمعیت دارد.